# Moberly Lake
Moberly Lake är en sjö i Kanada.   Den ligger i provinsen British Columbia, i den centrala delen av landet, 3 400 km väster om huvudstaden Ottawa. Moberly Lake ligger 694 meter över havet. Arean är 28,6 kvadratkilometer. Den sträcker sig 3,9 kilometer i nord-sydlig riktning, och 14,3 kilometer i öst-västlig riktning.
I omgivningarna runt Moberly Lake växer i huvudsak blandskog. Trakten runt Moberly Lake är nära nog obefolkad, med mindre än två invånare per kvadratkilometer.